# 1401 Lavonne
1401 Lavonne este un asteroid din centura principală, descoperit pe 22 octombrie 1935, de Eugène Delporte.